# United States Army Chemical School
De Army Chemical School is een militaire academie in de Verenigde Staten. De school ligt in Fort Leonard Wood, Missouri. De cursussen gaan over de individuele training van personeel geclassificeerd als 74D en het geven van basistraining en vervolmakingscursussen voor officieren die dienen in het Chemische Korps. Voor onderofficieren (NCO's, Non Commissioned Officers) zijn er verschillende cursussen in verband met CBRN (Chemische, Biologische, Radiologische en Nucleaire) oorlogsvoering.

## Missie
Hun missie en belangrijkste doel is ervoor te zorgen dat het leger kan winnen tegen nucleaire, biologische en chemische bedreigingen en tegen massavernietigingswapens. Eveneens moeten ze het leger voorzien van alle beschermingsmiddelen die tegen zulke bedreigingen bestaan.

## Cursussen
De cursussen die gegeven worden zijn onder andere:
- BIDS - Detectie van biologische bedreigingen
- RECON - Het herkennen van CBRN-bedreigingen
- RC-COAC - Geavanceerde opleiding voor officieren
- RAD - Beveiliging tegen ioniserende stralen
- CMC3 - Vervolgopleiding voor officieren die werken met chemische wapens
- COBC - Basiscursus voor officieren die werken met chemische wapens
- NCBDC - Verdediging tegen CBRN-bedreigingen